# Els Dottermans
Els Dottermans (Lovaina, 16 de gener de 1964) és una actriu belga de teatre, cinema i televisió.
Va estudiar art dramàtic al Studio Herman Teirlinck, ha guanyat diversos premis com el de la millor actriu al Nederlands Film Festival o al Shanghai International Film Festival i té un ampli currículum com a actriu de teatre.
Està casada amb l'actor neerlandès Han Kerkhoffs amb qui té dos fills.

## Cinema
- Beck - De gesloten kamer (1993) - Monita
- Tot ziens (1995) - Ann
- Antonia (1995) - Danielle
- De Suikerpot (1997)
- Altijd zomer (1998)
- Fade out (2000) - moeder Romy
- Maria (2000)
- Meisje (2002) - Laura
- De zaak Alzheimer (2003) - Eva Van Camp
- De Kus (2004) - moeder van Bas
- 10 jaar Leuven kort (2004)
- De Indringer (2005) - Erika
- Kameleon 2 (2005) - Veerle
- Dennis van Rita (2006) - Rita
- Oud België (2009) - José
- Zwart Water (2009) - Juf Bongaerts
- Allez, Eddy! (2012)- Marjet

## Televisió
- Klein Londen, Klein Berlijn (1988) - Els
- Tot nut van 't algemeen (1988) - Alice
- Maman 2 (1990) - Isabel
- Dierbaar (1991) - Anja
- Moeder, waarom leven wij? (1993) - Netje
- Kongo (1997) - Anita Lenaers
- Het Peulengaleis (1999/2002)
- Nefast voor de feestvreugde (2000/2001/2002) - Joke
- Flikken (2001) - Mia
- Rupel (2004) - Juliette
- Hij komt, hij komt ... De intrede van de Sint (2004 - 2010) - Conchita Garcia
- Als 't maar beweegt (2005) - Anita Van de Perre
- Koning van de Wereld (2006) = Nancy
- Stellenbosch (2007) - Claire Vandereyken
- Witse  (2008) - Catherine Van Heerden
- Sinteressante dingen (2009) - Conchita Garcia
- Oud België (2010) - José
- Aspe (2011) - Veerle Andries
- Zone Stad (2012) - Martine De Winne
- Loslopend Wild (2012)
- Amateurs (2014) - Stiene De Valck

## Teatre
- Wilde Lea (1992)
- Getaway (1993/1994)
- Juffrouw Tania (1993/1994)
- Joko (1993/1996)
- All for love (1993/1994)
- Vrijen met dieren (1994 /1996)
- Zwak/sterk (1994/1995)
- De drumleraar/Juffrouw Tania (1994/1995)
- Barnes'beurtzang (1995/1997)
- De meeuw (1997/1998)
- En verlos ons van het kwade (1997/1999)
- Zie de dienstmaagd des Heren (1997/1999)
- In de naam van de Vader en de Zoon (1997/1999)
- Ten oorlog (1997/1999)
- Moedersnacht (1998/1999)
- Marieslijk (1998/1999)
- Komedie der verleiding (1999/2000)
- Brandbakkes (2000/2001)
- Vier zusters (2001/2004)
- Mamma Medea (2001/2003)
- Trilogie van het weerzien (2002/ 2005)
- Push Up 1-3 (2002/2003)
- Macbeth (2003/2004)
- Zullen we het liefde noemen (2004/2006)
- Annie MG Schmidt, (2005/2006)
- Platform (2005/2008)
- Ik val... val in mijn armen (2006/2009)
- Een totale Entfurung (2006/2007)
- Tien Geboden deel 1 (2007/2009)
- Fort Europa (2007/2008)
- Tien Geboden deel 2 (2009/2010)
- Kasimir & Karoline (2009/2010)
- Was will das Weib? (2010)